# Adrian Lester
Adrian Lester (Birmingham, 14 de agosto de 1968) es un actor británico, conocido por haber interpretado a Mickey Stone en Hustle.

## Biografía
Lester nació en Birmingham, Inglaterra, de padres jamaicanos. 
Comenzó en coros juveniles a la edad de diez años.
Empezó a actuar en el Teatro Juvenil de Birmingham, asistió el Joseph Chamberlain VI Form College y la Real Academia de Arte Dramático en Londres. 
Lester está casado con la actriz Lolita Chakrabarti. Viven en el sur este de Londres con sus dos hijas, Lila y Jasmine.

## Carrera
Lester es conocido en el Reino Unido por su papel de Michael "Mickey Bricks" Stone en la primera de las tres temporadas de la serie de la BBC Hustle entre 2004 y 2006. El personaje fue eliminado de la cuarta temporada y reemplazado por Ashley Walters, aunque puede volver en la quinta temporada. En los Estados Unidos interpreta al director de campaña Henry Burton en una película de Mike Nichols de 1998 llamada Primary Colors, basada en la novela de Joe Klein. Se cree que su personaje representa a George Stephanopoulos. Por esto recibió una nominación al "Actor Más Prometedor" en la Asociación de Críticos de Cine de Chicago.
Lester apareció en Trabajos de amor perdidos, de  Kenneth Branagh, una adaptación de una obra de William Shakespeare realizado en 1930. La película tuvo poca aceptación pero Lester recibió una nominación por su actuación en los British Independent Film Awards.
Apareció en una etapa del musical Company, en el papel principal de Hamlet y como Rosalind en  As You Like It (1991), una producción de la compañía Cheek by Jowl. También, en The Day After Tomorrow, Lester tiene un pequeño papel como Simon, uno de los tres investigadores que brindan con un "whisky escocés de doce años" antes de morir congelados. También apareció como Ellis Carter en la comedia Girlfriends desde 2002 a 2003.
A finales de 2005, Lester tuvo un papel protagonista en un drama policiaco de Channel 4 llamado The Ghost Squad. Apareció en algunas escenas  de Spider-Man 3 (2007), como investigador científico que es buscado por el Hombre de Arena (Thomas Haden Church) para buscar una cura para su hija. Ha sido visto en un tráiler para la película; sin embargo, sus escenas fueron cortadas en la versión final.

## Filmografía
- Undercover (2016-)
- Doomsday (2007)
- Case 39 (2009)
- Starting Out in the Evening (2007)
- Scenes of a Sexual Nature (2006)
- As You Like It (2006)
- Hustle (2004-2006)
- The Day After Tomorrow (2004)
- The Final Curtain (2002)
- The Tragedy of Hamlet (2002)
- Dust (2001)
- Born Romantic (2000)
- Maybe Baby (2000)
- Jason and the Argonauts (2000)
- Best (2000)
- Trabajos de amor perdidos (2000)
- Storm Damage (1999)
- Primary Colors (1998)
- Les Soeurs Soleil (1997)
- Up On the Roof (1997)
- Company (1996)
- The Affair (1995)
- Touch and Die (1991)

## Premios y nominaciones
| Año  | Categoría            | Premio                         | Películas            | Resultado |
| ---- | -------------------- | ------------------------------ | -------------------- | --------- |
| 2000 | Best Actor           | British Independent Film Award | Love's Labour's Lost | Nominado  |
| 1999 | Most Promising Actor | CFCA Award                     | Primary Colors       | Nominado  |